# Cevdet Sunay
Cevdet Sunay (Erzurum, 10 de febrer de 1899 - 22 de maig de 1982) militar i polític, comandant en cap de l'Exèrcit de Turquia (1960-66) i cap de l'estat major, va ocupar la presidència de Turquia de 1966 a 1973.